# Henri Grappin
Henri Paul Grappin (ur. 28 marca 1881, zm. 24 maja 1959) – francuski pisarz, polonista i slawista. Znawca wschodnich stosunków międzynarodowych, autor podręcznika gramatyki języka polskiego, oraz opracowania dotyczącego historii Polski.
W 1921 objął katedrę języka polskiego w École Nationale (Institut national des langues et civilisations orientales – Państwowy Instytut Języków i Cywilizacji Wschodnich) w Paryżu, którą prowadził do 1951.
W okresie poprzedzającym Konferencję pokojową w Paryżu został powołany w skład komitetu, przygotowującego materiały dla delegacji francuskiej, a następnie w skład działającego równolegle „Comité d`Études Slaves” („Komitet Badań Słowiańskich”). Jednocześnie, jako zagorzały polonofil, w latach 1918–1919 był H. Grappin współpracownikiem Wydziału Politycznego działającego wówczas w Paryżu Komitetu Narodowego Polskiego. Po reorganizacji delegacji polskiej na Konferencję pokojową (01.07.1919) Grappin wszedł w skład nowo powołanego Biura Propagandy, działając z wielkim zaangażowaniem w wielu prowadzonych przez delegację akcjach publicystyczno-propagandowych.
Działalność Grappina w interesie polskim wysoko cenił Roman Dmowski. Wybitny geograf, Eugeniusz Romer, ekspert polskiej delegacji na paryską Konferencję, tak pisał o Grappinie w jednym z przypisów w swym „Pamiętniku paryskim (…)”: Imię Grappina związane zostało w ciągu najbliższych miesięcy i lat niemal ze wszystkimi problemami polskich rewindykacji terytorialnych jako jednego z najtęższych obrońców sprawy polskiej. Powierzone mu zadania spełniał on zawsze nie tylko z niesłychaną sumiennością i znajomością rzeczy, ale też – co naprawdę łatwiejszym było dla niego niż dla któregokolwiek z Polaków zadaniem – umiał trafić do duszy francuskiego społeczeństwa, które przekonywał, nie budząc żadnych podejrzeń, na które każde, nawet najbardziej przedmiotowe polskie plaidoyer było z natury rzeczy narażone.
Za swoją działalność na rzecz polskiej racji stanu został w 1926 odznaczony Krzyżem Komandorskim Orderu Odrodzenia Polski. Uhonorowaniem polonistycznej działalności Grappina było przyznanie mu w 1947 członkostwa Polskiej Akademii Umiejętności.

## Ważniejsze dzieła
- Application du principe des nationalités á la question polonaise (Zastosowanie zasady narodowościowej do sprawy polskiej), Paryż 1919;
- Pologne et Lithuanie (Polska i Litwa), Paryż 1919;
- La propriété fonciere sur les territoires de la Pologne historique (Własność ziemska na terenach historycznej Polski), Paryż 1919;
- La terreur ruthene en Galicie (Terror rusiński w Galicji), Paryż 1919;
- Polonais et Tchèques. La question de la Silésie de Teschen, Paryż 1919;
- Histoire de la Pologne des origines à 1922 (Historia Polski od jej początków do 1922), Paryż, Wiedeń: wyd. Larousse, 1922;
- Introduction phonétique à l'étude de la langue polonaise (Fonetyczne wprowadzenie do języka polskiego), Paryż 1944;
- Grammaire de la langue polonaise (Gramatyka języka polskiego) – Paryż (Instytut Slawistyki) 1942, ISBN 2-7204-0054-8